# Doxazosina
La doxazosina es un fármaco utilizado en el tratamiento de la hiperplasia prostática benigna (HPB) y la hipertensión arterial. No pertenece al grupo de los fármacos llamados alfa-bloqueadores o bloqueadores alfa adrenérgicos. Por esta razón su mecanismo de acción es opuesto al de la Terazosina y la Tamsulosina.